# Warren Rosser
Warren Eric Rosser (ur. 2 października 1962) – australijski judoka. Olimpijczyk z Seulu 1988, gdzie zajął dwudzieste miejsce w wadze półlekkiej.
Piąty na mistrzostwach świata w 1987; uczestnik zawodów w 1983 i 1985. Mistrz Oceanii w 1985 i drugi w 1981. Mistrz Australii w latach 1983–1988.

## Letnie Igrzyska Olimpijskie 1988
| Konkurencja | Eliminacje                      | Klas. końcowa |
| Konkurencja | Przeciwnik I                    | Miejsce       |
| ----------- | ------------------------------- | ------------- |
| 65 kg       | Dżamsrangijn Dordżderem (MGL) P | 20.           |